# Ніна Солхейм
Ніна Солгейм  (норв. Nina Solheim, 4 серпня 1979) — норвезька тхеквондистка, олімпійська медалістка.

## Виступи на Олімпіадах
| Олімпіада  | Дисципліна      | Місце  |
| ---------- | --------------- | ------ |
| Афіни 2004 | до 67 кг        | 7T     |
| Пекін 2008 | важка категорія | Срібло |